# Emmanuel Matadi
Emmanuel Matadi (Monrovia, 15 aprile 1991) è un velocista liberiano, primatista nazionale dei 60 metri piani e dei 100 metri piani.

## Palmarès
| Anno | Manifestazione      | Sede           | Evento      | Risultato  | Prestazione | Note             |
| ---- | ------------------- | -------------- | ----------- | ---------- | ----------- | ---------------- |
| 2016 | Campionati africani | Durban         | 100 m piani | 5º         | 10"24       | w                |
| 2016 | Campionati africani | Durban         | 200 m piani | Bronzo     | 20"55       |                  |
| 2016 | Giochi olimpici     | Rio de Janeiro | 100 m piani | Batteria   | 10"31       |                  |
| 2016 | Giochi olimpici     | Rio de Janeiro | 200 m piani | Batteria   | 20"49       | Record nazionale |
| 2017 | Mondiali            | Londra         | 100 m piani | Semifinale | 10"20       |                  |
| 2019 | Mondiali            | Doha           | 100 m piani | Semifinale | 10"28       |                  |
| 2021 | Giochi olimpici     | Tokyo          | 100 m piani | Batteria   | 10"25       |                  |
| 2022 | Campionati africani | Saint-Pierre   | 100 m piani | 6º         | 10"08       |                  |
| 2022 | Campionati africani | Saint-Pierre   | 200 m piani | Semifinale | dnf         |                  |
| 2022 | Mondiali            | Eugene         | 100 m piani | Semifinale | 10"12       |                  |
| 2023 | Mondiali            | Budapest       | 100 m piani | Semifinale | 10"04       |                  |
| 2024 | Mondiali indoor     | Glasgow        | 60 m piani  | Semifinale | 6"58        |                  |
| 2024 | Giochi panafricani  | Accra          | 4x100 m     | Bronzo     | 38"73       | Record nazionale |
| 2024 | World Relays        | Nassau         | 4×100 m     | Batteria   | 39"07       |                  |
| 2024 | Campionati africani | Douala         | 4x100 m     | Batteria   | 40"00       |                  |
| 2024 | Giochi olimpici     | Parigi         | 100 m piani | Semifinale | 10"18       |                  |
| 2024 | Giochi olimpici     | Parigi         | 4x100 m     | Batteria   | 38"97       |                  |